# ميخائيل دبليو. رايس
ميخائيل دبليو. رايس (بالإنجليزية: Michael W. Rice)‏ هو مسير أعمال أمريكي، ولد في 9 ديسمبر 1943.